# A pókerparti (Így jártam anyátokkal)
A pókerparti az Így jártam anyátokkal című televízió-sorozat kilencedik évadjának ötödik epizódja. Eredetileg 2013. október 14-én én vetítették, az Egyesült Államokban, míg Magyarországon hat hónappal később, 2014. március 24-én.
Ebben a részben Barneynak választania kellene, amikor egy vita hevében vagy az anyja, vagy Robin pártjára kellene állnia. Eközben Marshall és Ted egy nászajándék és egy köszönőlevél miatt kerülnek vitába.

## Cselekmény
Péntek este 6 óra van,48 órával az esküvő előtt. Barney, Ted, Robin, Lily, Marshallpót, James, Tim Gunn, Ranjit, és William Zabka együtt kártyáznak. A játék elfajul, egészen addig, míg Robin rá nem veszi James-t, hogy a jegygyűrűjét is tegye fel tétnek, amit el is nyer. James elpanaszolja ezt Lorettának, aki beszáll a játékba. Csakhogy Robin vetkőzős pókerben elnyeri Loretta blúzát, így Barneynak elvileg az anyja vagy a menyasszonya oldalára kellene állnia. Lily azt mondja neki, hogy egy házasságban mindig a felesége oldalára kell állnia, amivel viszont azt éri el, hogy Barney minden kapcsolatot meg akar szakítani az anyjával és James-szel is, mert önzőnek tartja őket. Viszont azt hazudja, hogy erre Robin kérte őt.
Eközben Lily megtudja, hogy Ted három nászajándékot is vett Robinéknak, amin láthatóan felháborodik. Jövőbeli Ted elmondja, hogy mindez azért van, mert hat évvel korábban nem kaptak tőle nászajándékot, és Marshall azóta is felemlegeti, amikor csak tudja, de csak burkoltan, hogy Tednek magától essen le. Lily szembesíti ezzel Tedet, aki nem érti a problémát: ő vett nekik egy kávéfőzőt, és igazából ő az, aki sérelmezi, hogy nem kapott köszönőlevelet, és ezt az évek alatt burkoltan próbálta a tudtukra hozni. Lily rájön, hogy ez azért van, mert Stuart hazudta azt, hogy ő adta a kávéfőzőt, hogy jó pontot szerezzen Claudiánál. Ted a megbékélés jeleként egy motoros futárral Gazzola pizzát küldet Marshallnak. Jövőbeli Ted pedig elmondja, hogy négy hónappal később ő is megkapta a köszönőlevelét.
Az epizód végén Loretta megengedi Robinnak, hogy megtartsa a blúzt, de közli, hogy ezzel még nincs vége.

## Kontinuitás
- Loretta "A Tesó Mitzvó" című rész óta most szerepel először.
- Claudia a "Bababeszéd", Stuart pedig "A ló túloldalán" című részben szerepelt utoljára.
- Naomi, a Lotyós Tök látható a Halloween-jelenetben, de csak egy pillanatra. A buli alkalmával Marshall nászajándéknak öltözött, Ted pedig köszönőlevélnek.Viszont ha maradt volna félcédula, és nem érdekelte volna annyira Marshall, négy évvel korábban is találkozhatott volna a Lotyós Tökkel.
- Marshall és Ted a "Kettős állampolgárság" című részben ettek utoljára Gazzola pizzát.
- Robin ismét a "konkrétan" kifejezést használja.
- Amikor Marshall és Lily a nászajándékokat nézegetik, Marshall hajából hiányzik elől egy csík. A "Valami kölcsönvett" című részben látható volt, hogy mi történt.

## Jövőbeli visszautalások
- Később kiderül, hogy a három nászajándék közül az egyik a Robinnak szánt medál lesz. A másik kettőt "A bemutatkozó vacsora" és "Az oltár előtt" című részekben adja át.
- Barney megjegyzi, hogy Lily mintha kicsit meghízott volna. A "Margaréta" című részből kiderül, hogy ismét terhes.
- A "Gary Blauman" című részben James visszakapja a gyűrűjét.
- William Zabka az "Anyu és apu" című részben kezdi el szabotálni Ted tanúkénti pozícióját.

## Érdekességek
- Mivel a házasságuk után egy ideig Marshall, Lily és Ted még egy lakásban éltek, így elképzelhetetlen, hogy a nászajándék-probléma ne derült volna ki előtt.
- "A Stinson-rakétaválság" című epizód szerint 2007-ben Marshall, Ted, és Lily Halloween-kor R2D2-nak, C3PO-nak, és a robotnak öltöztek, akit Owen bácsi majdnem megvett a Jawáktól. Az epizód szerint viszont Marshall nászajándéknak, Ted pedig köszönőlevélnek öltözött. Mindazonáltal elképzelhető, hogy több buliban is voltak.